# Анса, Эзекиль
Эзекиль Нана Анса (англ. Ezekiel Nana Ansah, также известен как Зигги Анса (англ. Ziggy Ansah); 29 мая 1989, Аккра) — профессиональный ганский футболист, выступал на позиции ди-энда. С 2013 по 2020 год играл в НФЛ, большую часть карьеры провёл в составе клуба «Детройт Лайонс». Участник Пробоула в сезоне 2015 года. На студенческом уровне выступал за команду университета Бригама Янга, на драфте НФЛ 2013 года был выбран в первом раунде под общим пятым номером.

## Биография
Эзекиль Анса родился 29 мая 1989 года в Аккре. В детстве он занимался футболом, играл в баскетбол. Окончил пресвитерианскую школу для мальчиков в Легоне, пригороде Аккры. Во время учёбы Анса познакомился с мормонским миссионером Кеннетом Фреем, который предложил ему поступить в университет Бригама Янга. В 2008 году он переехал в США.

### Любительская карьера
В 2009 году Анса выступал за университетскую команду по лёгкой атлетике. В американский футбол он начал играть в сезоне 2010 года, приняв участие в шести матчах турнира NCAA. В 2011 году его игровое время увеличилось, он сыграл в двенадцати матчах, выходя на поле на позициях ди-энда и внешнего лайнбекера, а также в составе специальных команд.
Игроком основного состава команды Анса стал в 2012 году, сыграв тринадцать матчей и сделав 62 захвата. По итогам турнира он вошёл в сборную звёзд независимых футбольных программ NCAA. Суммарно за карьеру он провёл 31 игру. В начале 2013 года Анса принял участие в матче всех звёзд выпускников колледжей, где сделал 1,5 сэка и форсировал фамбл, а затем хорошо проявил себя во время показательных тренировок на съезде скаутов, пробежав 40 ярдов за 4,63 секунды.

#### Статистика выступлений в NCAA
| Сезон | Команда           | Игры | Захваты | Захваты | Захваты | Захваты | Захваты | Перехваты | Перехваты | Перехваты | Перехваты | Перехваты | Фамблы | Фамблы | Фамблы | Фамблы |
| Сезон | Команда           | Игры | Solo    | Ast     | Tot     | Loss    | Sk      | Int       | Yds       | Y/R       | TD        | PD        | FR     | Yds    | TD     | FF     |
| ----- | ----------------- | ---- | ------- | ------- | ------- | ------- | ------- | --------- | --------- | --------- | --------- | --------- | ------ | ------ | ------ | ------ |
| 2010  | Бригам Янг Кугарс | 6    | 1       | 2       | 3       | 0,0     | 0,0     | 0         | 0         | 0,0       | 0         | 1         | 0      | 0      | 0      | 0      |
| 2011  | Бригам Янг Кугарс | 12   | 3       | 4       | 7       | 0,0     | 0,0     | 0         | 0         | 0,0       | 0         | 0         | 0      | 0      | 0      | 0      |
| 2012  | Бригам Янг Кугарс | 13   | 35      | 27      | 62      | 13,0    | 4,5     | 1         | -2        | -2,0      | 0         | 0         | 0      | 0      | 0      | 0      |
| Всего | Всего             | 31   | 39      | 33      | 72      | 13,0    | 4,5     | 1         | -2        | -2,0      | 0         | 1         | 0      | 0      | 0      | 0      |

### Профессиональная карьера
На драфте НФЛ 2013 года Анса был выбран «Детройтом» в первом раунде под общим пятым номером, став самым высоко задрафтованным представителем университета Бригама Янга с 1982 года. В мае он подписал с клубом пятилетний контракт. В дебютном сезоне он принял участие в четырнадцати матчах регулярного чемпионата, сделав 32 захвата и восемь сэков. В 2014 году Анса сыграл шестнадцать матчей, сделав 7,5 сэков. Весной 2015 года газета New York Daily News включила его в число десяти лучших ди-эндов НФЛ. Обозреватель издания Business Insider Скотт Дэвис отметил, что после ухода из команды Эндамукона Су у Ансы будет больше возможностей проявить себя, несмотря на усиленное внимание со стороны соперников.
В регулярном чемпионате 2015 года Анса провёл в стартовом составе все шестнадцать матчей, сделав 14,5 сэков, и вошёл в число участников Пробоула. В 2016 году он сыграл тринадцать матчей, пропустив часть сезона из-за травмы паха. На поле Анса вернулся, не успев полностью восстановиться. Проблемы со здоровьем привели к тому, что в июле 2017 года руководство «Детройта» объявило о внесении игрока в список неготовых к физическим нагрузкам. К началу регулярного чемпионата он вернулся в состав и сыграл за «Лайонс» в четырнадцати матчах. С 12 сделанными сэками Анса занял четырнадцатое по эффективности место в лиге среди пас-рашеров. После окончания сезона клуб наложил на игрока франчайз-тег на сумму 17,5 млн долларов, не позволив ему выйти на рынок свободных агентов. В чемпионате 2018 года он из-за травмы плеча смог принять участие только в семи играх. «Детройт» не стал предлагать ему новый контракт. За шесть лет карьеры в составе команды он провёл 80 матчей. После окончания сезона Анса получил статус свободного агента и подписал однолетнее соглашение с клубом «Сиэтл Сихокс». В мае 2019 года стало известно, что из-за перенесённой операции на плече он пропустит начало нового сезона.
В регулярном чемпионате 2019 года Анса сыграл за «Сихокс» в одиннадцати матчах, сделав всего 2,5 сэка. В сентябре 2020 года он подписал контракт с «Сан-Франциско Форти Найнерс». В клубе рассматривали его как замену получившим серьёзные травмы Нику Босе и Соломону Томасу. После прихода в команду Анса принял участие в двух играх, а затем выбыл из строя на длительный срок из-за разрыва бицепса.

#### Статистика выступлений в НФЛ

##### Регулярный чемпионат
| Сезон | Команда                     | Игры | Захваты | Захваты | Захваты | Захваты | Захваты | Перехваты | Перехваты | Перехваты | Перехваты | Перехваты | Фамблы | Фамблы | Фамблы | Фамблы |
| Сезон | Команда                     | Игры | Solo    | Ast     | Tot     | Loss    | Sk      | Int       | Yds       | Y/R       | TD        | PD        | FR     | Yds    | TD     | FF     |
| ----- | --------------------------- | ---- | ------- | ------- | ------- | ------- | ------- | --------- | --------- | --------- | --------- | --------- | ------ | ------ | ------ | ------ |
| 2013  | Детройт Лайонс              | 14   | 19      | 13      | 32      | 7       | 8,0     | 0         | 0         | 0,0       | 0         | 1         | 0      | 0      | 0      | 2      |
| 2014  | Детройт Лайонс              | 16   | 37      | 12      | 49      | 13      | 7,5     | 0         | 0         | 0,0       | 0         | 0         | 0      | 0      | 0      | 3      |
| 2015  | Детройт Лайонс              | 16   | 39      | 8       | 47      | 15      | 14,5    | 0         | 0         | 0,0       | 0         | 1         | 2      | 1      | 0      | 4      |
| 2016  | Детройт Лайонс              | 13   | 21      | 14      | 35      | 7       | 2,0     | 0         | 0         | 0,0       | 0         | 0         | 0      | 0      | 0      | 0      |
| 2017  | Детройт Лайонс              | 14   | 39      | 5       | 44      | 15      | 12,0    | 0         | 0         | 0,0       | 0         | 0         | 1      | 0      | 0      | 1      |
| 2018  | Детройт Лайонс              | 7    | 7       | 4       | 11      | 3       | 4,0     | 0         | 0         | 0,0       | 0         | 0         | 0      | 0      | 0      | 0      |
| 2019  | Сиэтл Сихокс                | 11   | 12      | 6       | 18      | 3       | 2,5     | 0         | 0         | 0,0       | 0         | 2         | 2      | 2      | 0      | 2      |
| 2020  | Сан-Франциско Форти Найнерс | 2    | 0       | 0       | 0       | 0       | 0,0     | 0         | 0         | 0,0       | 0         | 0         | 0      | 0      | 0      | 0      |
| Всего | Всего                       | 93   | 174     | 62      | 236     | 63      | 50,5    | 0         | 0         | 0,0       | 0         | 4         | 5      | 3      | 0      | 12     |

##### Плей-офф
| Сезон | Команда        | Игры | Захваты | Захваты | Захваты | Захваты | Захваты | Перехваты | Перехваты | Перехваты | Перехваты | Перехваты | Фамблы | Фамблы | Фамблы | Фамблы |
| Сезон | Команда        | Игры | Solo    | Ast     | Tot     | Loss    | Sk      | Int       | Yds       | Y/R       | TD        | PD        | FR     | Yds    | TD     | FF     |
| ----- | -------------- | ---- | ------- | ------- | ------- | ------- | ------- | --------- | --------- | --------- | --------- | --------- | ------ | ------ | ------ | ------ |
| 2014  | Детройт Лайонс | 1    | 2       | 0       | 2       | 1       | 1,0     | 0         | 0         | 0,0       | 0         | 0         | 0      | 0      | 0      | 0      |
| 2016  | Детройт Лайонс | 1    | 5       | 4       | 9       | 2       | 2,0     | 0         | 0         | 0,0       | 0         | 0         | 0      | 0      | 0      | 0      |
| 2019  | Сиэтл Сихокс   | 1    | 1       | 0       | 1       | 0       | 0,0     | 0         | 0         | 0,0       | 0         | 0         | 0      | 0      | 0      | 0      |
| Всего | Всего          | 3    | 8       | 4       | 12      | 3       | 3,0     | 0         | 0         | 0,0       | 0         | 0         | 0      | 0      | 0      | 0      |

### Деятельность вне поля
В 2016 году Анса основал благотворительный фонд, оказывающий поддержку молодёжи в областях образования, здравоохранения и занятий спортом.